# 님 떠난 후 (장덕의 노래)
<님 떠난 후>는 대한민국의 여성 싱어송라이터 장덕에 의해 작사 · 작곡된 곡이다. 장덕의 세번째 정규 음반 《님 떠난 후》의 A면 머릿곡이자 동명 타이틀곡으로 수록되어 발표되었다. 1987년 장덕의 컴필레이션 음반 《이런게 아니었는데》에서도 재편곡 되어 A면 6번 트랙으로 수록된 바 있다.
미국 유학 생활을 마치고 귀국한 장덕은 솔로로 활동하며 정규 1집 《날 찾지 말아요》>와 정규 2집 《사랑하지 않을래》를 발표하였다가, 오빠와 함께 현이와 덕이를 재결성, 《너나 좋아해 나너 좋아해》를 발표하며 가요 순위 10위 권 내에 진입하게 되고 슬럼프를 벗어나기도 했다. 그러나, 추구하는 음악적 차이로 인해 다시 오빠와 갈라서게 되면서 역경은 다시 찾아왔다. 솔로로 활동하면서 좀처럼 방송에서 모습을 비추지 않던 장덕은 <님 떠난 후>가 대학가와 다운타운가에서 인기를 끌기 시작하자 모처럼 쇼프로에 모습을 나타내기 시작했고 CF 출연 제의도 받기 시작했다.
《님 떠난 후》음반 숨은 이야기!! 《님 떠난 후》초판음원&반말버전이 있다는 거 아시나요?!
"님 떠난 후" (장덕 작사 / 장덕 작곡) 가사 중 "나 혼자면 어때요~" 난 아직 어린걸 / "슬퍼지면 어때요~" 울어버리면 되지 부분이 초반 음반에서는 "나 혼자면 어때~" 난 아직 어린걸 / "슬퍼지면 어때~" 울어버리면 되지 반말로 녹음해 발매 되었으나 군사정권 아래 방송 심의에서 반말 사용을 허락하지 않아 다시 녹음하여 발매했다. 최근 (주)아세아레코드(現 아시아음반(주))에서 유튜브에 소장하고 있던 "님 떠난 후(초판음원&반말버전)" 음원을 업로드 해 줘서 들을 수 있다. 

## 차트 성적
발표 후 대학가와 다운타운가를 중심으로 서서히 인기를 끌다가 장덕이 TV 출연을 시작하면서 무려 8개월 여만에 한국방송공사 KBS에서 방송된 가요 순위 프로그램 가요톱10(뮤직뱅크의 전신)에서 1위에 올랐고 5주(1987년 2월 18일 ~ 1987년 3월  18일)간이나 자리를 지키며 골든컵을 수상하였다. 또한 MBC 라디오 인기가요, KBS 2FM 인기가요 광장, PCI(인기가요순위 조사연구소), 뮤직박스(도서출판), 전국 DJ 연합회 등 각종 인기 순위 차트에서 정상을 차지하였다.

## 커버 버전
- 1990년 장덕이 사망하고 동료 가수 12인이 모여 발표한 장덕 추모 음반 《예정된 시간을 위하여》에서 진미령이 리메이크 하였다.
- 2011년 8월 27일 계피가 홍대의 공연하는 카페 카페 벤 제임스에서 라이브 리메이크 하였다.
- 2013년 3월 16일 KBS 2TV 불후의 명곡: 전설을 노래하다 故 장덕 편'에서 왁스가 라이브 리메이크 하였다.

## 관련 기사
- 1987년 3월 11일 경향신문 "님 떠난 후 2월 방송집계 1위" at Naver newslibrary
- 1986년 12월 25일 경향신문 "장덕 자작곡 님 떠난 후 후반기 들어 인기곡으로" at Naver newslibrar

### 가사
- 장덕 '님 떠난 후' at Mnet

### 노래
- 장덕 '님 떠난 후' at Youtube
- 장덕 '님 떠난 후' (한국가요대제전, 1987) at Youtube
- 장덕 '님 떠난 후' (토요일 토요일은 즐거워, 1987) at Youtube
- 장덕 '님 떠난 후' (화요일에 만나요, 1987) at Youtube
- 장덕 '님 떠난 후' (초판음원&반말버전, 1986) at Youtube